# Pablo José Maqueda Andrés
Pablo José Maqueda Andrés (Barcelona, 18 de gener de 1971) és un futbolista català, que juga com a davanter.

## Trajectòria
Destaca a l'equip juvenil de Las Planas, i el 1987 el FC Barcelona el fitxa per al conjunt d'aquest categoria. Després passa al Barça B, amb esporàdiques aparicions amb el primer equip, inclòs un partit de la lliga 90/91. A poc a poc va destacant en el filial blaugrana i la temporada 92/93 aconsegueix 8 gols en 32 partits, a més de dos partits amb el Barça.
L'estiu de 1993 marxa al Reial Oviedo. A Astúries hi roman dues campanyes sense massa sort. Juga 40 partits, quasi tots com a suplent i marca 4 gols. L'Oviedo el cedeix al RCD Mallorca. Eixa temporada, 95/96, els illencs estan a Segona, i Maqueda recupera l'instint golejador, amb 10 dianes. Retorna a la temporada següent a l'Oviedo, on troba més minuts i oportunitats que a l'anterior etapa. Alterna la titularitat i la suplència i marca fins a set gols.
No té continuïtat a l'Oviedo i a l'estiu de 1997 marxa a l'Avispa Fukuoka japonès. Allí disputa 12 partits i marca 5 gols abans de tornar a Catalunya, a les files de la UE Lleida, per afrontar la segona meitat de la temporada 97/98. En els dos anys i mig que està al conjunt lleidatà es repeteix l'experiència d'Oviedo i tot i jugar un bon nombre de partits, no deixa de ser suplent en gairebé tots ells. Posteriorment encara jugà als clubs CF Playas Arenal i CD Binissalem balears.